# Forrest Edward Mars, Sr.
Forrest Edward Mars, Sr. (21 de março de 1904 – 1 de julho de 1999) foi o dirigente do império multi-bilionário de doces Mars, Incorporated. Ele é conhecido por lançar a barra de chocolate Milky Way (1923) e Mars (1932) e o chocolate M&M's (1941), bem como orquestrar o lançamento do Uncle Ben's Rice. Ele era filho do fundador da empresa, Frank C. Mars e sua primeira esposa, Ethel G. Mars (née Kissack).
Estudou na Universidade de Yale.[carece de fontes?]